# Jean Pantaleo
Jean Pantaleo, né le 25 juillet 1999 à Marseille est un skateboarder professionnel. Il commence le skate à l’âge de 8 ans, et ne s'arrête jamais. Il met les études de côté pour se concentrer sur sa carrière. Il est notamment connu pour avoir la troisième place à la Sosh Freestyle Cup ,, est première place champion de France Fise.

## Biographie
Jean Pantaleo il apparait dans les vidéos de skate Urbex Series, est  Flatspot Magazine. Participe à plusieurs championnat chez Fise en première place en 2019,  Red Bull Bowl Rippers,est Sosh Fresstyle Cup.
En 2017 il remporte la première étape au Mans en catégorie bowl. Arrivé en quarts de finale du Red Bull Bowl Rippers en 2016, il est notamment connu pour avoir la troisième place à la Sosh Freestyle Cup, est première place champion de France Fise.
En 2020 Jean Pantaleo remporte le Red Bull Bowl Rippers à Marseille,.
En mai 2021, il termine deuxième du championnat de France de bowl derrière Tom Martin. 